# Dainik Jagran
Dainik Jagran (Hindi दैनिक जागरण) ist eine indische Tageszeitung auf Hindi.
Der Sitz der Zeitung befindet sich im Jagran Building 2, Sarvodya Nagar in Kanpur. Die Zeitung wurde 1942 in der Stadt Jhansi  von Puran Chandra Gupta erstmals publiziert. Nach Angaben der Organisation World Association of Newspapers war die Dainik Jagran 2016 eine der am häufigsten gelesenen Tageszeitungen der Welt, sowie die Zeitung mit den meisten Lesern in Indien (Stand: 2016). Sie ist eine der auflagenstärksten Zeitungen in Hindi (Stand: 2023). Die Zeitung gehört dem indischen Medienunternehmen Jagran Prakashan Limited, das an der Bombay Stock Exchange und an der National Stock Exchange of India gelistet ist. Das Unternehmen Jagran Prakashan Limited erwarb 2010 die indische Zeitung Mid Day und 2012 die Zeitung Naiduniya.